# Hybopharsa
Hybopharsa is een geslacht van wantsen uit de familie van de Tingidae (netwantsen). Het geslacht werd voor het eerst wetenschappelijk beschreven door Paul D. Hurd jr. in 1946.

## Soorten
Het genus is monotypisch en bevat alleen de volgende soort:

- Hybopharsa colubra (Van Duzee, 1907)